# Indigofera adesmiifolia
Indigofera adesmiifolia är en ärtväxtart som beskrevs av Asa Gray. Indigofera adesmiifolia ingår i släktet indigosläktet, och familjen ärtväxter. Inga underarter finns listade i Catalogue of Life.